# Kathi Arndt
Katharina Arndt (* in Herne-Wanne) ist eine deutsche Sängerin christlicher Popmusik.

## Leben und Werk
Katharina Arndt erhielt ihre Gesangsausbildung an der Folkwang Musikschule in Essen. 1990 begann ihre Zusammenarbeit mit christlichen Musikproduzenten wie Johannes Nitsch, Jochen Rieger und Helmut Jost. In den folgenden Jahren wirkte sie als Solistin und Chorsängerin bei diversen Konzepten wie Lebendige Psalmen und Begegnungen mit. Mit dem Chor Christians at Work und der Band Augenblicke tourte sie deutschlandweit. Außerdem trat sie zum Ende der 1990er Jahre hin mit eigener Band Arndt Around auf.
1993 trat Arndt im Rahmen der Großevangelisation ProChrist mit Billy Graham in der Grugahalle in Essen auf.
Ferner spielte und sang Kathi Arndt in der musikalischen Hörspielreihe Christopher Kirchenmaus von Helmut Jost und Gertrud Schmalenbach mit. Außerdem produzierte sie ab 1992 die Abenteuerhörspiele um Sam & Sarah, für die sie die Hörspieladaption der Bücher von Ruth N. Moore verfasste und die Rolle des Erzählers sprach.
Von 1999 bis 2001 wirkte sie in der italienischen Showband La Nuova Generazione mit. 2004 gründete sie mit ihrem Mann, dem Jazzkomponisten Volker Müsch, sowie zwei weiteren Solistinnen von Christians at Work, Frauke Schaufelberger und Eva-Marie Strack, die Band What Else?!. 2012 wirkte sie mit befreundeten Künstlern wie Yasmina Hunzinger und Uta und Mark Wiedersprecher beim Projekt Carl Ellis and Friends mit.
Neben ihrer Tätigkeit als Studio- und Livesängerin arbeitet Kathi Arndt auch als Vocal-Coach. Sie ist verheiratet mit Volker Müsch und lebt in Schwerte.

## Diskografie
- Wenn wir Gott in der Höhe ehren. Hänssler Verlag, 1992
- Begegnungen. Musikalische Fenster zum Johannes-Evangelium. Hänssler Verlag, 1990
- Noch mehr. Hänssler Verlag, Augenblicke, 1991
- Freue dich, Israel. Gerth Medien, 1997
- Singt von der Freude. Lebendige Psalmen. Gerth Medien, 1995
- Weg, den ein Stern erhellt. Impulse-Verlag, 1996
- Kleines Senfkorn Hoffnung. Impulse-Verlag, 1996
- Nach vorn. Gerth Medien, 1998

mit Band Augenblicke
- Atem der Welt. Lord Records, 1986
- Hier und jetzt. Lord Records, 1988
- Noch mehr. Hänssler Music, 1991

mit Band Christians at Work
- Christians at Work. Hänssler Verlag, 1992
- If I Had Wings. Kawohl Verlag, 1998
- Breakthrough. Gerth Medien Verlag, 2003

## Hörspiele
Für die Hörspiele Sam & Sarah schrieb Kathi Arndt die Hörspielbearbeitung der Bücher von Ruth N. Moore, sprach die Erzählerrolle und sang den Titelsong.
| Folge | Titel                                       | Jahr |
| ----- | ------------------------------------------- | ---- |
| 1     | Das Geheimnis der verschwundenen Pferde     | 1992 |
| 2     | Das Geheimnis der verschlüsselten Botschaft | 1993 |
| 3     | Das Geheimnis der Indianerprinzessin        | 1994 |
| 4     | Das Geheimnis der Geisterstadt              | 1995 |
| 5     | Das Geheimnis des spanischen Schlosses      | 1996 |